# تاريخ الرسوم المتحركة
بين عامي 1895 و1920، خلال فترة نمو الصناعة السينمائية، أعيد اختراع عدة تقنيات مختلفة للرسوم المتحركة، بما في ذلك التوقف عن الحركة بواسطة الأشياء والدمى والرسوم المتحركة الطينية أو تحريك القصائص، والرسم أو الرسوم الملونة. وكان الرسم اليدوي، الذي كان في معظم الحالات يجري على أوراق السيلولويد، وهي التقنية الرئيسية طوال القرن العشرين وأصبحت معروفة باسم الرسوم المتحركة التقليدية.

نسخة من رسوم عثر عليها إناء فخاري بإيران تعود إلى فترة ما قبل الميلاد

في نحو عام 2000، أصبحت تقنية الرسوم المتحركة على الكمبيوتر تقنية رئيسية في معظم المناطق (بينما بقيت الأنيمي اليابانية والإنتاجات الرسومية الأوروبية اليدوية مشهورة جداً). وترتبط الرسوم المتحركة على الكمبيوتر بشكل كثيف في الغالب مع ظهور ثلاثي الأبعاد مع تظليل مفصل، على الرغم من أن العديد من أنماط الرسوم المتحركة المختلفة جرى إنتاجها أو محاكاتها باستخدام الحواسيب. قد يجري التعرف على بعض الإنتاجات من خلال فلاش الرسوم المتحركة، ولكن عمليًا، تعد الرسوم المتحركة على الكمبيوتر ذات المظهر ثنائي الأبعاد نسبيًا والخطوط العريضة الصارخة والتظليل القليل عادة "رسومًا متحركة تقليدية". على سبيل المثال، كان أول فيلم ينتج بشكل كامل على الكمبيوتر، دون استخدام الكاميرا، فيلم The Rescuers Down Under 1990، ولكن لا يمكن تمييز أسلوبه من الرسم على أكواب الكيل.

## تأثير السلف
تعد الأفلام المتحركة جزءًا من التقاليد القديمة في عالم القصة والفنون البصرية والمسرح. وتتضمن التقنيات الشعبية التي تستخدم في تحريك الصور قبل تصنيع الأفلام العرض الظلي والشرائح الميكانيكية والمشغلات المتحركة في عروض اللوح السحري (وخاصة الفانتازماغوريا). وتتضمن التقنيات التي تشبه الأفلام المتحركة المثيرة للخيال كثيرًا من أشكال الأفعال والملابس والمشاعر والآلات الخيالية. وتعد الكتب الإلكترونية المصورة للأطفال والصور الكاريكاتيرية والرسوم الكاريكاتيرية السياسية وخاصة المجلات المصورة مرتبطة بشدة مع الأفلام المتحركة، ولها تأثير كبير على أنماط العرض وأنواع السمعة.
تعتمد مبادئ التقنية للرسوم المتحركة الحديثة على الخيال الاصطرابي للحركة الذي أدخل في عام 1833 مع القرص الاصطرابي المعروف باسم «فيناكيستوسكوب». تصمم هذه الأقراص المتحركة التي تحتوي على متوسط 8-16 صورة عادةً على شكل حلقات غير نهائية (مثل العديد من صور GIF)، للاستخدام في المنزل كـ "لعبة بصرية" يدوية. وعلى الرغم من أن العديد من المبتكرين كانوا يأملون في تطبيقها على مشاهد أطول للاستخدام في المسرح، فإن التطور المتقدم في التقنية في فترة القرن التاسع عشر نقل الاهتمام غالباً إلى التركيبات مع «الستيريوسكوب» (الذي أدخل في 1838) والتصوير الفوتوغرافي (الذي أدخل في 1839).
اعتمد تطور «السينماجرافيا» جزئياً على تقنية جديدة كانت قادرة على تسجيل واستنساخ الواقع في صور متحركة شبيهة بالحياة. خلال السنوات الأولى، ظهر تلوين الصور المتحركة كتقنية قديمة، إذ أصدر بعض الفنانين فيديوهات متحركة شعبية ومؤثرة، واعتمد منتجو الفيلم تقنيات رخيصة لتحويل الشرائط المصورة الشعبية إلى رسوم متحركة.

## عقد 1910: من الفنانين الأصليين إلى استوديوهات إنتاج "خط التجميع"
في العقد العاشر من القرن العشرين، بدأت مصانع الرسوم المتحركة تظهر للجمهور بحجم أكبر. منذ ذلك الحين، اختفى الفنانون المنفردون من الانتباه العام.

### وينسور ماكاي
في البداية، أنتج الرسام الصحفي الناجح «وينسور ماكاي» فيلمًا قصيرًا في عام 1911 من شخصيته الشهيرة «ليتل نيمو»، وكان يعطي تفاصيلًا أكثر على رسوماته المرسومة باليد من أي رسوم متحركة جرت رؤيتها في السينما من قبل. كان فيلمه الذي أنتج في عام 1914 «جيرتي الديناصور» يشتمل على مثال قديم للتطور الشخصي في الرسم المتحرك. وكان أيضًا الفيلم الأول الذي جمع بين مقاطع الفيلم الحي والرسم المتحرك. كان «ماكاي» يستخدم الفيلم في مشهد «الفوديول»: كان يقف بجانب الشاشة ويتحدث إلى «جيرتي» التي ترد بسلسلة من الحركات. في نهاية الفيلم،  كان «ماكاي» يمشي وراء شاشة العرض، ويجري استبداله بصورة مسبقة التسجيل لنفسه يدخل الشاشة، ويجلس على ظهر الديناصور الرسمي ويغادر الشاشة. كان «ماكاي» يرسم بيده كل أحد الآلاف من الرسومات لأفلامه. من المشاهد المميزة الأخرى «لماكاي» هي كيف يعمل البعوض (1912) وانهيار «اللوسيتانيا» (1918).

## العشرينيات: فيلم مطلق ، صوت متزامن وصعود ديزني

### فيلم مطلق
في بداية العقد العشرين من القرن العشرين، أنتجت حركة الفيلم المطلق من خلال فنانين مثل «والتر روتمان»، «هانز ريشتر»، «فيكينغ إيغلينغ» و«أوسكار فيشينجر» رسومات متحركة شكلية قصيرة تأثر بها الكثير. على الرغم من أن بعض العمليات الشكلية المتحركة التالية من قبل، على سبيل المثال، «لين لاي» و«نورمان ماكلين» اعتُرف بها فيما بعد بشكل واسع، فقد ظل النوع في الغالب نوعًا نادرًا من الفن الجديد، في حين تأثرت الأعمال الرسومية المباشرة أو الأفكار المشابهة في الرسوم المتحركة الرئيسية (على سبيل المثال في توكاتا وفوج في دي بنور في فانتازيا (1940) -على التي كان «فيشينجر» قد شارك فيها على الأول قام بالعمل حتى قامت شركة ديزني بتجاهله وقد ألهمت جزئيًا من أعمال «لاي» - وفي نقطة والخط (1965) من كتبه تشاك جونز).

### الصوت المتزامن المبكر: أغاني السيارات و خرافات Aesop الصوتية
من مايو 1924 إلى سبتمبر 1926، أنتجت مصانع «إنكويل» لدى «ديف وماكس فلايسر» 19 كرتونًا صوتيًا، جزءًا من سلسلة "كار-تيونز الأغاني"، باستخدام عملية "الصوت على الفيلم" «لفونوفيلم». أضافت السلسلة أيضًا الكرة القائمة على النصوص لتوجيه الجمهور إلى الغناء مع الموسيقى. وكان "منزل كنتاكي القديم" من يونيو 1926 من الممكن أن يكون الفيلم الأول الذي يتضمن قليلًا من الحوار المتحرك متزامنًا، مع نسخة مبكرة من «بيمبو» يتنفس كلمات "اتبع الكرة وانضم، كل الناس". وقد تطورت الشخصية الشهيرة «بيمبو» أكثر في «تالكارتونز لدى فلايسر» (1929-1932).
أنتج «بول تيري» "وقت العشاء" من سلسلة حكايات «أيسوب» (1921-1936) في 1 سبتمبر 1928 مع صوت متزامن مع الحوار. دفعت شركة «تيري» الجديدة فان «بيورن» لإضافة الجديلة ضد رغبته. على الرغم من أن السلسلة وشخصيتها الرئيسية فارمر الفالفا كانت شعبية، لم تعجب الجمهور بهذه الحلقة الأولى مع الصوت.

## 2000 - 2010: التقنيات التقليدية طغت عليها الرسوم المتحركة بالكمبيوتر
بعد نجاح «توي ستوري» لشركة «بيكسار» (1995) و«شريك للحلم» لدى شركة «دريم ووركس» (2001)، تطورت الرسوم المتحركة باستخدام الحاسوب في نقلة في فن الرسم المتحرك في الولايات المتحدة وفي العديد من البلدان الأخرى. وقد كان الرسم المتحرك الذي يبدو تقليديًا قد أنشئ بشكل كامل باستخدام الحواسيب، مساعدًا على تقنيات «cel-shading» للتكيف مع مظهر الرسم المتحرك التقليدي الذي اعتُرف به بشدة (أول cel-shading فعليًا في الوقت الحقيقي كان في عام 2000 من قبل جيت سيت راديو لجهاز «دريمكاست» لدى سيجا). وحتى عام 2004، لم تُنتج إلا الأفلام الصغيرة بالتقنيات التقليدية.